# 横堀村
横堀村（よこぼりむら）は、秋田県仙北郡に置かれていた村。

## 地理
横手盆地の北部に位置し、村全体がほぼ平らだが東から西にわずかに傾斜している。

## 歴史
- 1889年 - 町村制施行により横堀村、福田村、板見内村、堀見内村が合併し横堀村が発足。
- 1955年3月31日 - 高梨村と合併し、仙北村が発足。

## 歴代村長
1. 小松幾吉（1889年5月12日 - 1893年5月11日）
2. 小松幾吉（二期目）（1893年5月17日 - 1897年5月16日）
3. 小松幾吉（三期目）（1897年5月17日 - 1897年9月27日）
4. 小松幾吉（四期目）（1897年10月30日 - 1901年8月24日）
5. 竹村民吉（1901年10月27日 - 1903年1月7日）
6. 小松喜代治（1903年1月22日 - 1907年1月21日）
7. 小松喜代治（二期目）（1907年1月22日 - 1911年1月19日）
8. 小松喜代治（三期目）（1911年1月20日 - 1915年1月19日）
9. 出原文四郎（1917年5月17日 - 1921年5月16日）
10. 出原文四郎（二期目）（1921年6月21日 - 1925年6月20日）
11. 竹村良助（1925年6月26日 - 1929年4月25日）
12. 出原文太郎（三期目）（1929年6月29日 - 1933年6月28日）
13. 草彅斧吉（1933年7月4日 - 1933年7月17日）
14. 出原文太郎（四期目）（1933年7月24日 - 1937年7月23日）
15. 出原文太郎（五期目）（1937年7月24日 - 1941年7月23日）
16. 伊藤隆三（1941年8月25日 - 1942年8月3日）
17. 出原文太郎（六期目）（1942年8月4日 - 1945年8月26日）
18. 出原良吉（1945年4月1日 - 1946年11月20日）
19. 原龍一（1947年4月5日 - 1951年4月3日）
20. 原龍一（二期目）（1951年4月23日 - 1955年3月30日）

## 人口
- 1920年国勢調査 - 3,241人
- 1925年国勢調査 - 3,402人
- 1930年国勢調査 - 3,676人
- 1935年国勢調査 - 3,877人
- 1940年国勢調査 - 3,919人
- 1945年国勢調査 - 3,746人
- 1947年国勢調査 - 4,416人
- 1950年国勢調査 - 4,543人
- 1955年廃止時 - 4,580人
- 1955年国勢調査 - 4,588人
- 1960年国勢調査 - 4,532人
- 1965年国勢調査 - 4,178人

## 学校
- 横堀村立横堀中学校
- 横堀村立横堀小学校

## 名所・旧跡・観光スポット・祭事・催事
- 堀見内ささら